# Safiran Airlines
هواپیمايی سفیران
Safiran Airlines (en persan : ﻫﻮﺍپﻴﻤﺎﻳﻲ ﺳﻔﻴﺮﺍﻥ, Havāpeymai-e Safiran) est une compagnie aérienne cargo basée à Téhéran, Iran. Elle s'est spécialisée dans des vols cargos internationaux, et plus particulièrement sur les grands contenues, opérant ou louant ses appareils selon le besoin. Elle opère sur 14 destinations.

## Codes
- IATA Code: -
- OACI Code: SFN
- Indicatif d'appel: SAFIRAN [1]

## Histoire
La compagnie a été fondée en 1988 et commence à opérer des vols en 1990. Elle appartient à MA Habibian et famille (30 %), MB Nahvi et famille (30 %), MJ Nahvi et famille (25 %) et autres actionnaires (15 %).

## Flotte

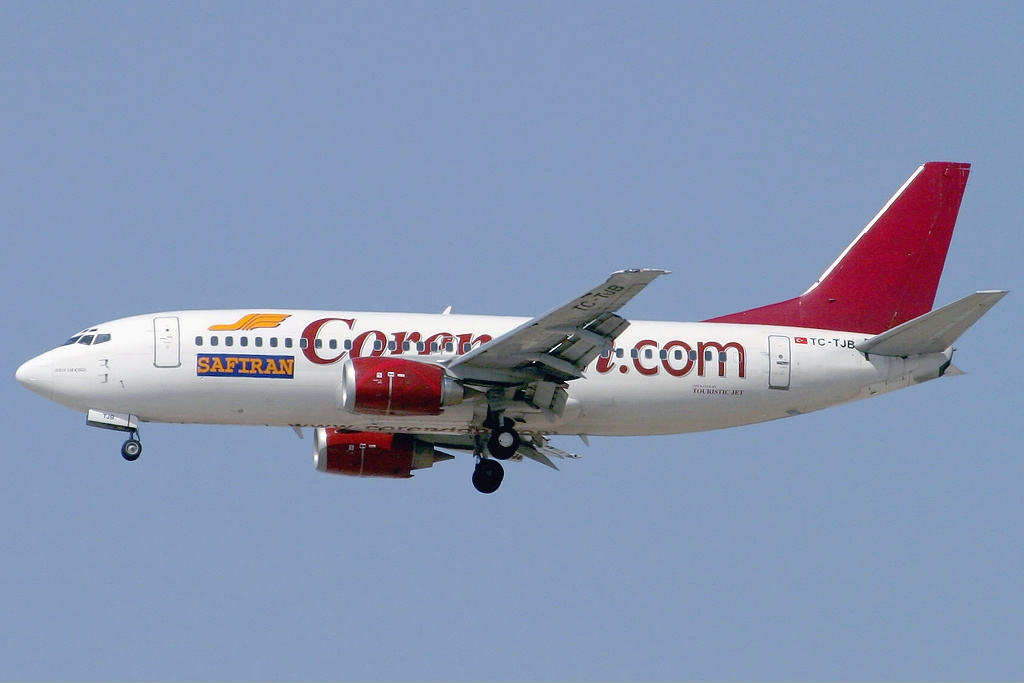
Boeing 737 de Safiran Airlines

En août 2006 la flotte de la Safiran Airlines comprend :
- 2 Antonov An-140 (dérivé en Hesa IrAn-140) [2]
- 2 Boeing 737-300 (loués à Cordenon)